# Concerto per Patty (singolo)
Concerto per Patty è l'8º 45 giri di Patty Pravo, pubblicato nel 1969 dalla casa discografica ARC.

## Descrizione
Il produttore Lilli Greco decide di cucire addosso a Patty Pravo un progetto particolarmente ambizioso, un singolo su cui viene inciso un vero e proprio concerto di 9 minuti circa diviso in tre parti, intitolate rispettivamente Le ore del passato, L'aria di un paese e Il mio pensiero diventi tu, (le prime due inserite sul lato A e la terza inserita sul lato B) in cui la giovane cantante spazia da un'aria all'altra col supporto di un'orchestra di 90 elementi, che si rivela un vero e proprio esperimento.
Ciò nonostante non riesce ad entrare nel top 100 dei singoli più venduti del 1969, ma si qualifica in 18ª posizione massima.

## I brani

### Le ore del passato e L'aria di un paese
Del Lato A fanno parte Le ore del passato e L'aria di un paese scritte da Gianni Meccia e Bruno Zambrini. L'arrangiamento e la direzione d'orchestra sono di Franco Pisano e Piero Pintucci, e i cori de I Cantori Moderni di Alessandroni.

### Il mio pensiero diventi tu
Del lato B fa parte Il mio pensiero diventi tu, scritta da Gianni Meccia e Bruno Zambrini. L'arrangiamento e la direzione d'orchestra sono di Piero Pintucci, e i cori de I Cantori Moderni di Alessandroni.

## Tracce
Lato A
1. Le ore del passato
2. L'aria di un paese

Lato B
1. Il mio pensiero diventi tu